# Sala dei Chiaroscuri
La Sala dei Chiaroscuri o dei Palafrenieri è un ambiente delle Stanze Vaticane nel Palazzo Apostolico, all'interno del percorso espositivo dei Musei Vaticani.

## Storia e descrizione
La Sala dei Chiaroscuri si trova al secondo piano, a sud della Sala di Costantino e confinante con la Loggia di Raffaello e con la Cappella Niccolina.
Venne decorata nel 1517 da Raffaello e dalla sua scuola, ma gli affreschi originali andarono perduti pochi anni dopo, al tempo di Paolo IV. Solo al tempo di Gregorio XIII, nel 1582, vennero rifatti ex novo. 
Oggi presentano decorazioni di Giovanni e Cherubino Alberti, con affreschi di Apostoli e Santi di Taddeo e Federico Zuccari. Il soffitto è originale del periodo di Leone X, con intagli e dorature in cui si vedono emblemi medicei. Al centro della sala campeggia un gruppo ligneo della Flagellazione, di scuola umbra del XIV e XV secolo.